# Paul Wassiliadis
Paul Wassiliadis (* 1962 in Memmingen) ist ein deutscher Kunstmaler und Zeichner. 

## Leben
Er absolvierte von 1980 bis 1982 eine Lehre in einer Pianofabrik. Im Anschluss begann er 1983 ein freies Studium der Malerei, welches ihn auf diversen Studienreisen durch ganz Europa führte. Die erste Einzelausstellung wurde von ihm bereits 1984 durchgeführt. In der Folge folgten viele Einzel- und Gruppenausstellungen in Europa. Heute lebt er in Meßstetten. 
Werke von Paul Wassiliadis befinden sich im Württembergischen Landesmuseum Stuttgart, in der Sammlung der Stadt Singen, der südwestdeutschen Kunststiftung Singen, im Landratsamt Tübingen, im Regierungspräsidium Freiburg, in der Kunstsammlung Zollernalbkreis in Balingen, der graphischen Sammlung im Schloss-Museum Hinterglauchau sowie der Sammlung der Stadt Spaichingen.